# Biatlo nos Jogos Olímpicos de Inverno de 2002

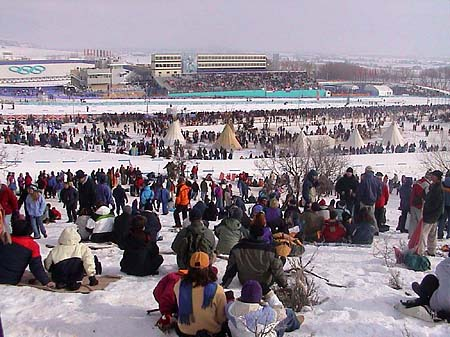
Espectadores acompanham as disputas do biatlo no Soldier Hollow

O biatlo nos Jogos Olímpicos de Inverno de 2002 consistiu de oito eventos, realizados na Soldier Hollow em Salt Lake City, nos Estados Unidos. As provas de preseguição de 12,5 quilômetros masculino e de 10 km feminino integraram o programa olímpico pela primeira vez.
O norueguês Ole Einar Bjørndalen conquistou as quatro medalhas de ouro possíveis no biatlo masculino, tornando-se o primeiro atleta a conseguir tal feito em uma única edição de Jogos Olímpicos.

## Medalhistas
Masculino
| Evento                        | Ouro                                                                           | Prata                                                        | Bronze                                                                  |
| ----------------------------- | ------------------------------------------------------------------------------ | ------------------------------------------------------------ | ----------------------------------------------------------------------- |
| Velocidade 10 km detalhes     | Ole Einar Bjørndalen NOR Noruega                                               | Sven Fischer GER Alemanha                                    | Wolfgang Perner AUT Áustria                                             |
| Perseguição 12,5 km detalhes  | Ole Einar Bjørndalen NOR Noruega                                               | Raphaël Poirée FRA França                                    | Ricco Groß GER Alemanha                                                 |
| Individual 20 km detalhes     | Ole Einar Bjørndalen NOR Noruega                                               | Frank Luck GER Alemanha                                      | Viktor Maigurov RUS Rússia                                              |
| Revezamento 4x7,5 km detalhes | Halvard Hanevold Frode Andresen Egil Gjelland Ole Einar Bjørndalen NOR Noruega | Ricco Groß Peter Sendel Sven Fischer Frank Luck GER Alemanha | Gilles Marguet Vincent Defrasne Julien Robert Raphaël Poirée FRA França |

Feminino
| Evento                        | Ouro                                                           | Prata                                                                                  | Bronze                                                                      |
| ----------------------------- | -------------------------------------------------------------- | -------------------------------------------------------------------------------------- | --------------------------------------------------------------------------- |
| Velocidade 7,5 km detalhes    | Kati Wilhelm GER Alemanha                                      | Uschi Disl GER Alemanha                                                                | Magdalena Forsberg SWE Suécia                                               |
| Perseguição 10 km detalhes    | Olga Pyleva RUS Rússia                                         | Kati Wilhelm GER Alemanha                                                              | Irina Nikoultchina BUL Bulgária                                             |
| Individual 15 km detalhes     | Andrea Henkel GER Alemanha                                     | Liv Grete Poirée NOR Noruega                                                           | Magdalena Forsberg SWE Suécia                                               |
| Revezamento 4x7,5 km detalhes | Katrin Apel Uschi Disl Andrea Henkel Kati Wilhelm GER Alemanha | Ann-Elen Skjellbreid Linda Tjørhom Gunn Margit Andreassen Liv Grete Poirée NOR Noruega | Olga Pyleva Galina Kukleva Svetlana Ishmouratova Albina Akhatova RUS Rússia |

## Quadro de medalhas
| Ordem | País         | Medalha de ouro | Medalha de prata | Medalha de bronze |    |
| ----- | ------------ | --------------- | ---------------- | ----------------- | -- |
| 1     | NOR Noruega  | 4               | 2                |                   | 6  |
| 2     | GER Alemanha | 3               | 5                | 1                 | 9  |
| 3     | RUS Rússia   | 1               |                  | 2                 | 3  |
| 4     | FRA França   |                 | 1                | 1                 | 2  |
| 5     | SWE Suécia   |                 |                  | 2                 | 2  |
| 6     | AUT Áustria  |                 |                  | 1                 | 1  |
| 6     | BUL Bulgária |                 |                  | 1                 | 1  |
| TOTAL | TOTAL        | 8               | 8                | 8                 | 24 |